# Nicholas Ling

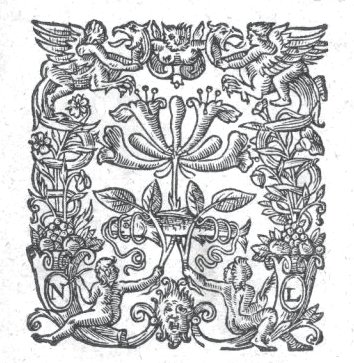
Das Verlags-Emblem von Nicholas Ling war ein „ling“ (eine Dorschart) umrankt von einem Geißblatt.

Nicholas Ling (gestorben 1607) war ein Londoner Verleger, Buchhändler und Herausgeber. Er ist bekannt als Herausgeber der ersten beiden Quartos von Shakespeares Hamlet.

## Leben und Wirken
Nicholas Ling war der Sohn von John Lynge, einem Pergamentmacher aus Norwich. Er ging ab 1570 bei Henry Bitteman in die Lehre und wurde 1578 ein Mitglied der Stationer. Er arbeitet oft mit anderen Verlegern zusammen. 1597 gab er eine Zitatensammlung Politeuphuia, or Wits Commonwealth heraus. Auch die Herausgeberschaft der Gedichtsammlung England’s Helicon (1600) wird ihm zugeschrieben. 1603 gab er zusammen mit John Trundell das erste Quarto von Shakespeares Hamlet heraus. Diese Ausgabe wurde von Valentine Simmes gedruckt und gilt als sog. „bad Quarto“. Einige Monate später druckte James Roberts in seinem Auftrag das zweite Quarto des Hamlet. Es gilt als eine von Shakespeare autorisierte Version des Stückes. Manche Autoren vermuten, dass John Trundell eine entstellte Version des Hamlet zur Verfügung hatte und diese rasch veröffentlichen wollte, um der Nachfrage gerecht zu werden. Roberts dagegen besaß, bestätigt durch den Stationers Eintrag von 1602 das Copyright für das Stück und vereinbarte möglicherweise mit Ling den Druck der besseren Version, wodurch Ling die Gelegenheit hatte, das Stück zweimal zu verkaufen.
Vor seinem Tod verkaufte Ling 16 Copyrights an John Smethwick, darunter auch die von einigen Shakespearestücken.

## Sonstiges
- World-Cat Identity für Nicholas Ling